# Дубова (Мехединци)
Дубова (рум. Dubova) је насељено место и седиште истоимене општине, која припада жупанији Мехединци у Румунији.

## Географски положај
Село се налази у историјској области Банат, у подножју Алмашких планина, на левој обали Дунава и његовој клисури на надморској висини од око 100 метара. Од Букурешта је удаљено 236 км западно, од Дробета-Турну Северина 38 км, а од Крајове 59 км западно.

## Прошлост
Аустријски царски ревизор Ерлер је 1774. године констатовао да место припада Оршовском округу и дистрикту. Село има милитарски статус а становништво је било влашко.

## Демографија
| 2002. | 2011. | 2021. |
| ----- | ----- | ----- |
| 499   | 410   | 397   |

Према попису становништва из 2021. године у насељу је живело 397 становника, за 13 мање (-3,17%) у односу на претходни попис из 2011. када је било 410 становника.
На попису из 2011. године, већинско становништво су чинили Румуни са 88,05%, које следе Роми са 5,37% становништва.
| Етнички састав према попису из 2011.‍ | Етнички састав према попису из 2011.‍ | Етнички састав према попису из 2011.‍ | Етнички састав према попису из 2011.‍ | Етнички састав према попису из 2011.‍ |
| ------------------------------------ | ------------------------------------ | ------------------------------------ | ------------------------------------ | ------------------------------------ |
|                                      |                                      |                                      |                                      |                                      |
| Румуни                               | Румуни                               |                                      | 361                                  | 88,05%                               |
| Роми                                 | Роми                                 |                                      | 22                                   | 5,37%                                |
| Чеси                                 | Чеси                                 |                                      | 5                                    | 1,22%                                |
| Срби                                 | Срби                                 |                                      | 3                                    | 0,73%                                |
| Остали                               | Остали                               |                                      | 2                                    | 0,49%                                |
| Непознато                            | Непознато                            |                                      | 17                                   | 4,15%                                |